# 전현무계획
《전현무계획》은 MBN에서 방송중인 프로그램이다.

## 기획 의도
맛있으면 일단 쳐들어감! ‘무계획’과 ‘전현무의 계획’ 그 사이에서 펼쳐지는 無근본 리얼 먹큐멘터리
현지인의 이야기를 담아내고, 동네의 맛을 오롯이 느끼는 길바닥 먹큐멘터리

## 방송 일정
| 방송 채널 | 방송 기간                         | 방송 시즌 | 방송 회차    | 방송 시간                           |
| --------- | --------------------------------- | --------- | ------------ | ----------------------------------- |
| MBN       | 2024년 2월 16일 ~ 2024년 6월 14일 | 1         | 1 회 ~ 18 회 | 매주 금요일 밤 9시 10분 ~ 10시 40분 |
| MBN       | 2024년 10월 11일 ~ 현재           | 2         | 1 회 ~ 현재  | 매주 금요일 밤 9시 10분 ~ 10시 40분 |

## 진행자
- 전현무
- 곽튜브[1]

## 게스트

### 시즌 1
- 1 회 : 송지은, 박위 부부
- 2 회 : 없음
- 3 회, 4 회 : 김광규
- 5 회, 6 회 : 김병현, 고은아
- 7 회 : 전효성
- 8 회 : 김태균
- 9 회, 10 회 : 수호, 홍예지
- 11 회 : 원지
- 12 회 : 고규필
- 13 회 : 손태진
- 14 회 : 허송연, 허영지 자매
- 15 회 : 유이
- 16 회 : 숏박스
- 17 회 : 오상진, 츄
- 18 회 : 이동국

### 시즌 2
- 1 회 : 김남길
- 2 회 : 정호영, 류승수, 백지영
- 3 회 : 백지영, 미미
- 4 회 : 미미, 김동준
- 5 회 : 김동준
- 6 회 : 권은비
- 7 회 : 히밥
- 8 회 : 주원
- 9 회 : 정지선
- 10 회 : 이상엽, 장예원
- 11 회 : 테이, 조정민
- 12 회 : 오상욱
- 13 회 : 이봉원
- 14 회 : 알베르토 몬디, 럭키, 다니엘
- 15 회 : 이장우
- 16 회 : 배성재
- 17 회 : 최다니엘
- 18 회 : 김성령
- 19 회 : 강남
- 20 회 : 지예은
- 21 회 : 김준현
- 22 회 : 김경일, 장동선, 윤은혜
- 23 회 : 김종민, 레이
- 24 회 : 김종민, 마츠다 아키히로
- 25 회 : 마츠다 아키히로, 김용건
- 26 회 : 김대호
- 27 회 : 빠니보틀
- 28 회 : 이현이
- 29 회 : 손태진[2], 전유진
- 30 회 : 진서연
- 31 회 : 김성균
- 32 회 : 박병은, 정호영[3]
- 33 회 : 김강우
- 34 회 : 박정수
- 35 회 : 김뢰하, 류현경
- 36 회 : 정은지
- 37 회 : 정은지, 박은영 (요리 연구가)
- 38 회 : 영탁
- 39 회 : 백진희
- 40 회 : 원진아
- 41 회 : 임수향
- 42 회 : 이병준
- 43 회 : 정성일

## 시청률
최저 시청률과 최고 시청률은 시청률 조사회사와 지역별로 시청률에 차이가 있을 수 있습니다.
| 회 차 | 방송 일  | 시청률          |
| 회 차 | 방송 일  | 대한민국 (전국) |
| ----- | -------- | --------------- |
| 1     | 2월 16일 | 1.6 %           |
| 2     | 2월 23일 | 3.1 %           |
| 3     | 3월 1일  | 2.3 %           |
| 4     | 3월 8일  | 2.3 %           |
| 5     | 3월 15일 | 2.5 %           |
| 6     | 3월 22일 | 2.2 %           |
| 7     | 3월 29일 | 1.9 %           |
| 8     | 4월 5일  | 1.9 %           |
| 9     | 4월 12일 | 1.9 %           |
| 10    | 4월 19일 | 1.6 %           |
| 11    | 4월 26일 | 2.0 %           |
| 12    | 5월 3일  | 1.9 %           |
| 13    | 5월 10일 | 2.7 %           |
| 14    | 5월 17일 | 2.1 %           |
| 15    | 5월 24일 | 1.7 %           |
| 16    | 5월 31일 | 1.3 %           |
| 17    | 6월 7일  | 1.7 %           |
| 18    | 6월 14일 | 1.4 %           |